# Бирдик (Ат-Башинский район)
Бирдик (кирг. Бирдик) — село в Ат-Башинском районе Нарынской области Киргизской республики. Код СОАТЕ — 41704 220 806 02 0.
Расположено в высокогорной зоне Кыргызстана.
Находится на расстоянии около 14 км восточнее от районного административного центра с. Ат-Баши.

## Население
По данным о численности населения на начало 2021 года, в селе проживало 1537 человек.